# Diadem płocki

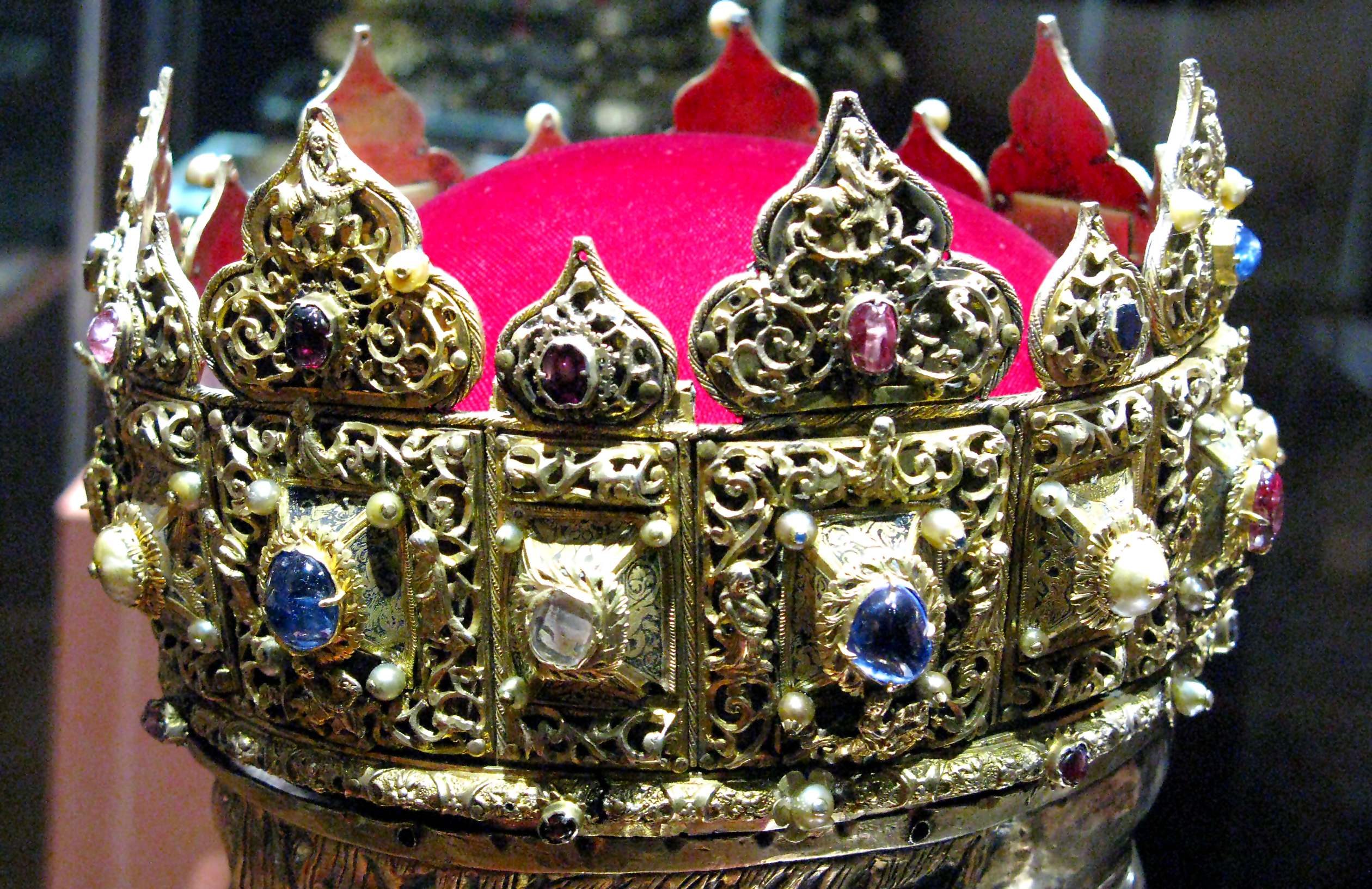
Diadem płocki

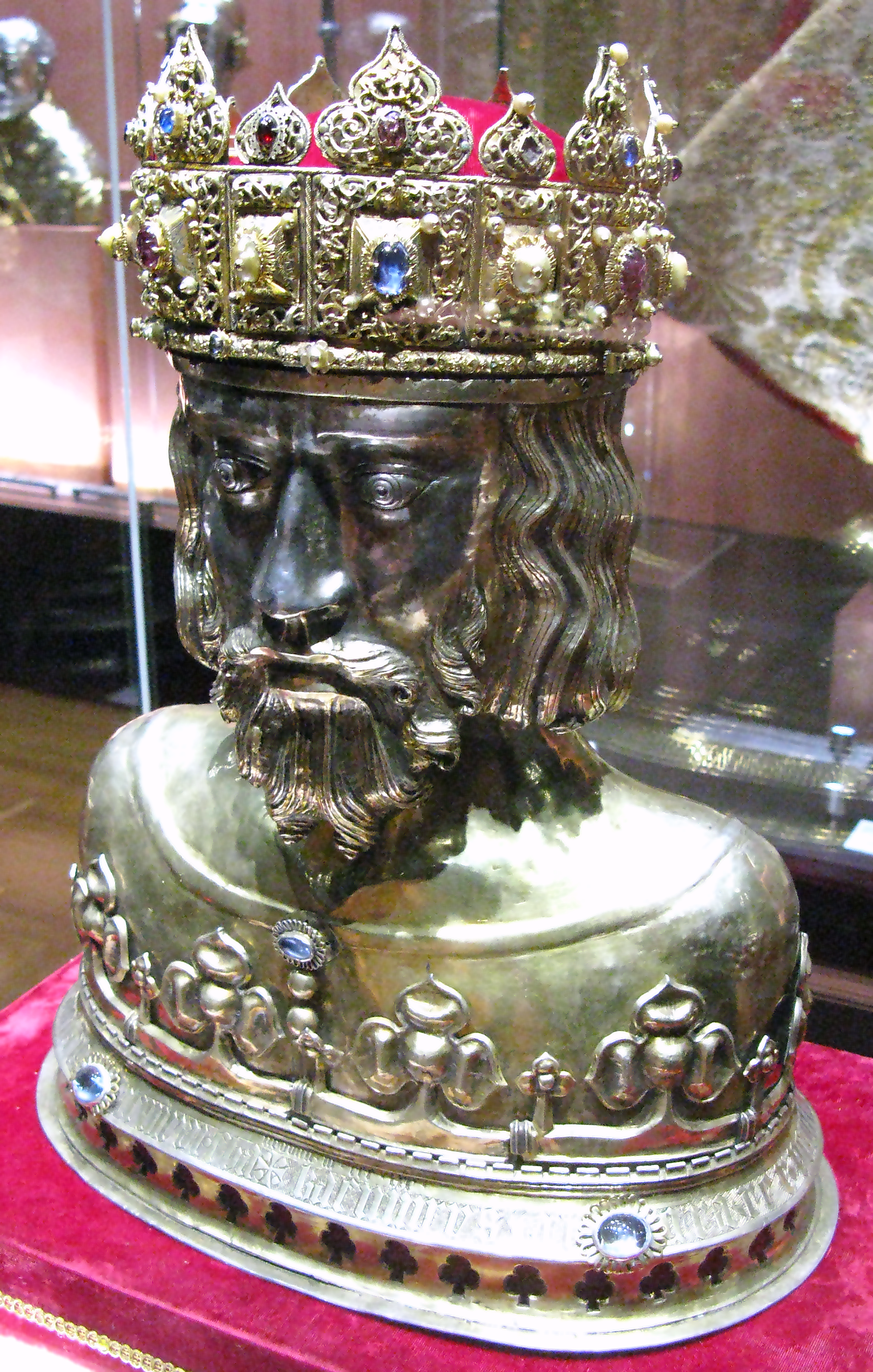
Herma św. Zygmunta Burgundzkiego wraz z koroną z katedry w Płocku

Diadem płocki – ozdobne nakrycie głowy w kształcie korony, które w 1601 roku złotnik Stanisław Zemelka umieścił na hermie św. Zygmunta. Relikwiarz wraz z diademem przechowywany jest w Muzeum Diecezjalnym w Płocku.

## Historia
Pochodzenie diademu książęcego z Płocka jest problematyczne. Najczęściej przyjmowana hipoteza wskazuje się, że powstał on w XIII wieku i jest dziełem mistrzów węgierskich dla dynastii Arpadów. Na ziemie polskie miał trafić jako korona ślubna jednej z madziarskich księżniczek, która zawarła związek małżeński z przedstawicielem dynastii Piastów. Następnie w połowie XIII wieku diadem ten miał być własnością władcy mazowieckiego Konrada I, który posługiwał się nim jako oznaką swojej książęcej godności oraz symbolem aspiracji do władzy zwierzchniej nad Królestwem Polskim. W późniejszym czasie jako wotum miał zostać przekazany do skarbca katedry płockiej przez któregoś z jego następców na tronie Mazowsza.
Od 1601 roku diadem płocki zdobi hermę św. Zygmunta, którą dla katedry płockiej ufundował król Kazimierz III Wielki.

## Opis diademu
Diadem płocki wykonany jest ze złoconego srebra, składa się z czternastu segmentów zwieńczonych kwiatonem w postaci protolilii. Wypełniony jest ażurową dekoracją z miniaturowych postaci ludzkich, zwierząt i fantastycznych stworów. Zdobią go: rubiny, szafiry, almandyny o szlifie kolistym, a także perły.

## Literatura
- Jerzy Lileyko. Regalia Polskie. Warszawa 1987. ISBN 83-03-02021-8
- Michał Rożek. Polskie koronacje i korony. Kraków 1987. ISBN 83-03-01914-7